# Mega-con

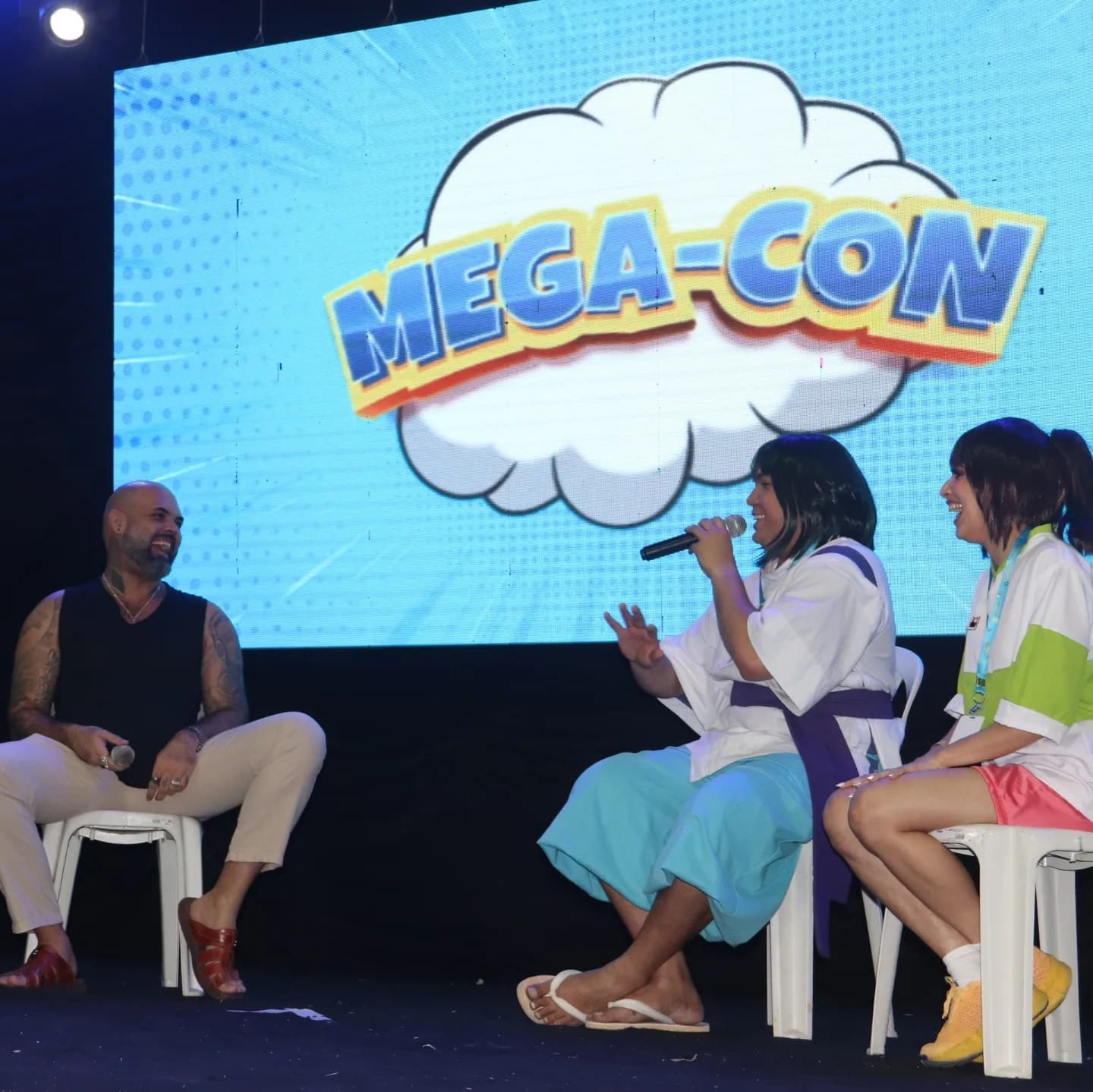
Mega-Con 2024

Mega-Con (Mega Convenção), é um evento anual dedicado à cultura pop e geek, realizado em Santa Cruz do Capibaribe, Pernambuco. Sua primeira edição aconteceu em 6 de julho de 2024, no Centro de Eventos do Moda Center, localizado no maior polo de confecções do Brasil. O evento foi criador pelo produtor Rodrigo Costa, e reúne fãs de diversas vertentes da cultura pop, com atrações como competições de cosplay, K-pop, videogames, além de painéis e exposições relacionadas a filmes, séries, animes, quadrinhos e outros elementos da cultura geek.
O Mega-Con criou um espaço de interação e entretenimento para os entusiastas dessas subculturas, promovendo o intercâmbio de ideias, arte e diversão. Com seu formato diversificado, o evento promete se consolidar como um dos maiores do gênero na região, incentivando o fortalecimento da indústria local de entretenimento e cultura.